# Bone Tomahawk
Bone Tomahawk es una película estadounidense de wéstern y terror de 2015 escrita y dirigida y por S. Craig Zahler. Está protagonizada por Kurt Russell, Patrick Wilson, Matthew Fox, Richard Jenkins y Lili Simmons. La película fue producida por Jack Heller y Dallas Sonnier y estrenada en el Fantastic Fest el 25 de septiembre de 2015. Su estreno, llevado a cabo por RLJ Entertainment, se produjo el 23 de octubre de 2015 y fue bastante limitado.

## El nombre de la película
El título no está traducido al español. Tomahawk se refiere a un hacha usada por nativos americanos y bone significa hueso en inglés. Por lo que el título hace referencia a que el hacha está hecha de hueso.

## Argumento
En la década de 1890, en algún lugar entre Texas y Nuevo México, dos vagabundos, Purvis (David Arquette) y Buddy (Sid Haig), se ganan la vida robando y matando viajeros. Asustados por el sonido de caballos que se acercan, se esconden en una colina y se topan con un cementerio indio. Buddy es asesinado por una flecha, y Purvis escapa.
Once días después, Purvis llega a la pequeña ciudad de Bright Hope y entierra sus pertenencias robadas. Chicory (Richard Jenkins), el suplente de respaldo de la ciudad, lo ve e informa al sheriff Franklin Hunt (Kurt Russell). En el salón del pueblo, Hunt se enfrenta a Purvis. Cuando se le pregunta su nombre, Purvis duda antes de dar el nombre de "Buddy" en un intento de ocultar su identidad. El Sheriff Hunt le dispara a Purvis en la pierna cuando trata de escapar. Hunt envía a John Brooder (Matthew Fox), un hombre culto y conocido mujeriego que presencia el tiroteo, a buscar al médico del pueblo. Mientras tanto, el capataz Arthur O'Dwyer (Patrick Wilson) descansa en su casa con una pierna rota. Su esposa Samantha (Lili Simmons), la asistente del médico, atiende su herida. Como el doctor está ebrio, Brooder llama a Samantha y la acompaña a la cárcel para tratar la herida de Purvis. Dejando a Samantha con Purvis y su ayudante Nick, Hunt y los demás regresan a casa. Esa noche, en una casa estable, un niño del establo es asesinado por atacantes invisibles.
El asesinato es reportado a Hunt, quien investiga la escena y descubre que faltan los caballos. La cárcel está vacía y solo queda una flecha atrás. Hunt envía a un hombre nativo americano local, a quien llama "el profesor", para que examine la flecha e informa a Arthur de la noticia. En el salón, el "profesor" vincula la flecha con un clan troglodita. Él le dice a Hunt sobre el lugar de residencia del clan, "El valle de los hombres hambrientos", y le advierte que son un grupo de salvajes caníbales. Seguro de que Nick, Samantha y Purvis han sido capturados por ellos, Hunt se prepara para perseguirlos con Arthur. Chicory y Brooder se ofrecen como voluntarios para acompañarlos.
Días después de su viaje, dos extraños tropiezan con su campamento. Temerosos de que sean exploradores de un ataque, Brooder los mata y establecen un campamento frío en otro lugar para evitar ser atacados. Durante la noche, un grupo de asaltantes los emboscan, hieren al caballo de Brooder y roban el resto. Brooder, herido por un atacante, lamentablemente deja su caballo. Después de un día de caminata, se desata una pelea entre Brooder y Arthur, lo que agrava la pierna fracturada de Arthur. Chicory establece su pierna y lo deja atrás para recuperarse, mientras él, Hunt y Brooder continúan su camino.
Al llegar cerca del escondite de los trogloditas, Brooder es asesinado mientras que Hunt y Chicory son heridos y llevados prisioneros hasta la guarida. Allí son encerrados en una celda improvisada y observan que en otra celda está Samantha y Nick, el ayudante del sheriff. Los trogloditas sacan a Nick, lo matan, lo cocinan y se lo comen. Mientras tanto, Arthur sigue las huellas de sus compañeros y se encuentra con varios trogloditas más, a los que mata con su arma. En la cueva, Hunt envenena a dos trogloditas poniendo tintura de opio, que Arthur llevaba para tratar su herida, en su petaca de whisky, que los trogloditas le confiscaron. El resto nota esa trampa y sacan a Hunt de la celda hiriéndolo de gravedad. Cuando están a punto de matarlo, llega Arthur y elimina a los trogloditas, mientras que Hunt acaba con el jefe de ellos. Luego, sabiendo que pronto sucumbirá a sus heridas, les dice al resto que lo dejen en la cueva con un rifle en la mano, ya que según sus cálculos aún quedan tres trogloditas con vida. Arthur, Samantha y Chicory abandonan el lugar y ya lejos, mientras caminan, oyen tres disparos.

## Reparto

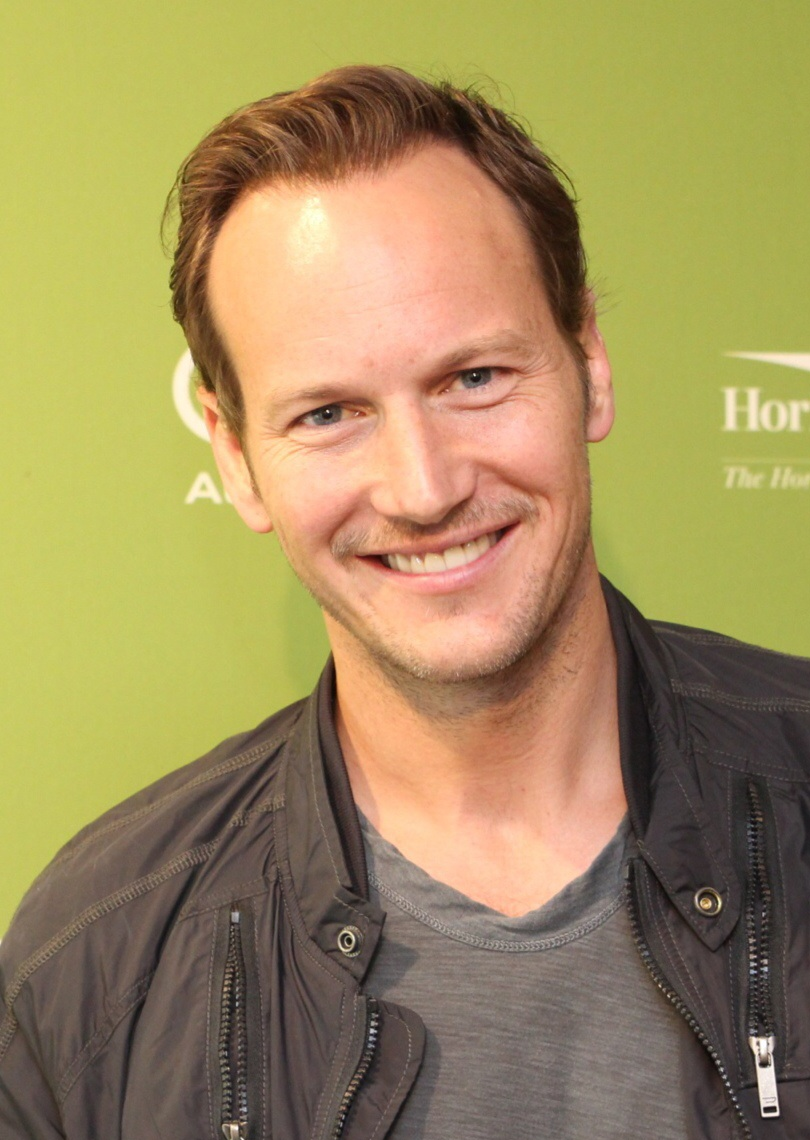
Patrick Wilson en 2014.

- Kurt Russell como alguacil Franklin Hunt.
- Patrick Wilson como Arthur O'Dwyer.
- Richard Jenkins como "Chicory" Kory.
- Matthew Fox como John Brooder.
- Evan Jonigkeit como Nick.
- Lili Simmons como Samantha O'Dwyer.
- David Arquette como Purvis.
- Kathryn Morris como Lorna Hunt.
- Sid Haig como Buddy.
- Geno Segers como Boar Tusks.
- Fred Melamed como Clarence.
- Sean Young como Mrs. Porter
- Michael Paré como Mr. Wallington

## Premios
- Festival de Cine de Sitges 2015: mejor director para S. Craig Zahler, y el premio "José Luis Guarner" de la crítica.
- El Festival International du Film Fantastique de Gérardmer 2016: Grand Prix.
- Austin Film Critics Association Awards 2015: mejor primera película
- Independent Spirit Awards 2016 (ceremonia el 27 de febrero de 2016): el mejor de los casos por S. Craig Zahler, mejor actor en un papel de apoyo para Richard Jenkins
- Fangoria Chainsaw Awards 2016 (ceremonia celebrada el 13 de marzo de 2016): mejor actor Kurt Russell, mejor actor en un papel de apoyo para Richard Jenkins y mejores efectos especiales para Hugo Villaseñor.